# Гражданское жюри
Гражданское жюри (также Жюри граждан, англ. Citizens' Jury) — специальная процедура, предназначенная для привлечения обычных людей к разработке и принятию решений органами местного самоуправления или органами государственной власти.
Основная цель — предоставление заинтересованной общественности возможности участия в принятии решений и контроля за исполнением выработанных рекомендаций.

## Процедура проведения
Процедура заключается в следующих шагах:
1. заказчик (организатор) процесса формулирует проблему и ключевые вопросы, которые будут вынесены на рассмотрение жюри.
2. случайным образом выбираются 15-25 граждан, которые представляют население по полу, возрасту, профессиональному статусу и отношению к рассматриваемой проблеме.
3. эта группа собирается на 3-5 дней для тщательного изучения материалов, представленных экспертами. Они заслушивают мнения специалистов, представляющих различные точки зрения по рассматриваемому вопросу, получают всю необходимую информацию и вместе обдумывают решения. Свидетели (эксперты) обеспечивают членов жюри беспристрастной и, самое главное, разносторонней информацией.
4. участники формируют отчёт или выносят вердикт, в который включают ответы на основные вопросы, а также свои рекомендации по доработке проекта. В последний день мероприятия члены жюри публично оглашают результаты, которые публикуются в прессе и в официальных источниках.

Финансовое обеспечение деятельности гражданских жюри осуществляют спонсоры — некоммерческие организации, правительственные агентства, отдельные граждане или комбинации тех или иных спонсоров. Спонсором не может быть лицо, принимающее решение, или получатель рекомендаций.

## История
Технология «Жюри граждан» была независимо предложена в США организацией Jefferson Center (1974), и в Германии (Peter Dienel, 1972), где первоначально называлась Ячейки планирования. Термин «Citizens' Jury» является зарегистрированной торговой маркой Джефферсон Центра, и Центр позволяет называть мероприятие Гражданским жюри только после того, как убедится, что все аспекты технологии соблюдены.
В дальнейшем метод проведения жюри граждан широко распространился в другие страны: в Великобритании его применяет Institute for Public Policy Research, он также применяется в Дании, Израиле, Японии, Польше и многих других странах. Европейский вариант называется «Конференции по достижению консенсуса» (Consensus Conferences). В Великобритании после нескольких правительственных докладов, в которых данная технология была названа наиболее перспективной, она была принята на вооружение премьер-министром Гордоном Брауном в 2007 году как часть «нового политического курса». Однако в самих США Jefferson Center свернул свою деятельность в 2002 году в связи с тем, что заказов на проведение новых жюри больше не поступало.
В 2004—2005 году в России данный метод начали внедрять общественные организации «Центр экспертиз ЭКОМ» под названием «Гражданские слушания» и «Новосибирская школа гражданского общества».